# Linyphia obscurella
Linyphia obscurella là một loài nhện trong họ Linyphiidae.
Loài này thuộc chi Linyphia. Linyphia obscurella được Carl Friedrich Roewer miêu tả năm 1942.